# U.S. Route 701
La U.S. Route 701 (US 701) est une US Route auxiliaire de la US 1 parcourant 171,45 miles (275,92 km) depuis Georgetown, Caroline du Sud jusqu'à Four Oaks, Caroline du Nord.

## Description du tracé

### Caroline du Sud
La US 701 débute au centre-ville de Georgetown à l'intersection avec la US 17. Elle se dirige vers le nord jusqu'à Conway, puis Loris. Peu après cette communauté, la route atteint la frontière de la Caroline du Nord.

### Caroline du Nord
La US 701 entre en Caroline du Nord à Tabor City. Elle traverse la ville et se rend vers le nord-est. Elle passe par Whiteville, Clarkton, Elizabethtown, Clinton, où elle forme un multiplex avec la US 421, ainsi que Newton Grove. Elle continue vers le nord et, près de Four Oaks, elle rencontre l'I-95. Juste après cet échangeur, elle prend fin à la jonction avec la US 301.

## Intersections majeures
Caroline du Sud
 US 17 à Georgetown
 US 378 / US 501 à Conway
Caroline du Nord
 Future I-74 / US 74 / US 76 à Whiteville
 US 421 à Clinton. Les routes forment un multiplex dans la ville.
 I-40 près de Newton Grove
 US 13 à Newton Grove
 I-95 à Four Oaks
 US 301 / NC 96 à Four Oaks